# Kacze Gonbad
Kacze Gonbad (pers. ‏كچه گنبد‎) – wieś w Iranie, w ostanie Kurdystan, w szahrestanie Bidżar. W 2006 roku liczyła 449 mieszkańców.